# Amundsen (cráter)

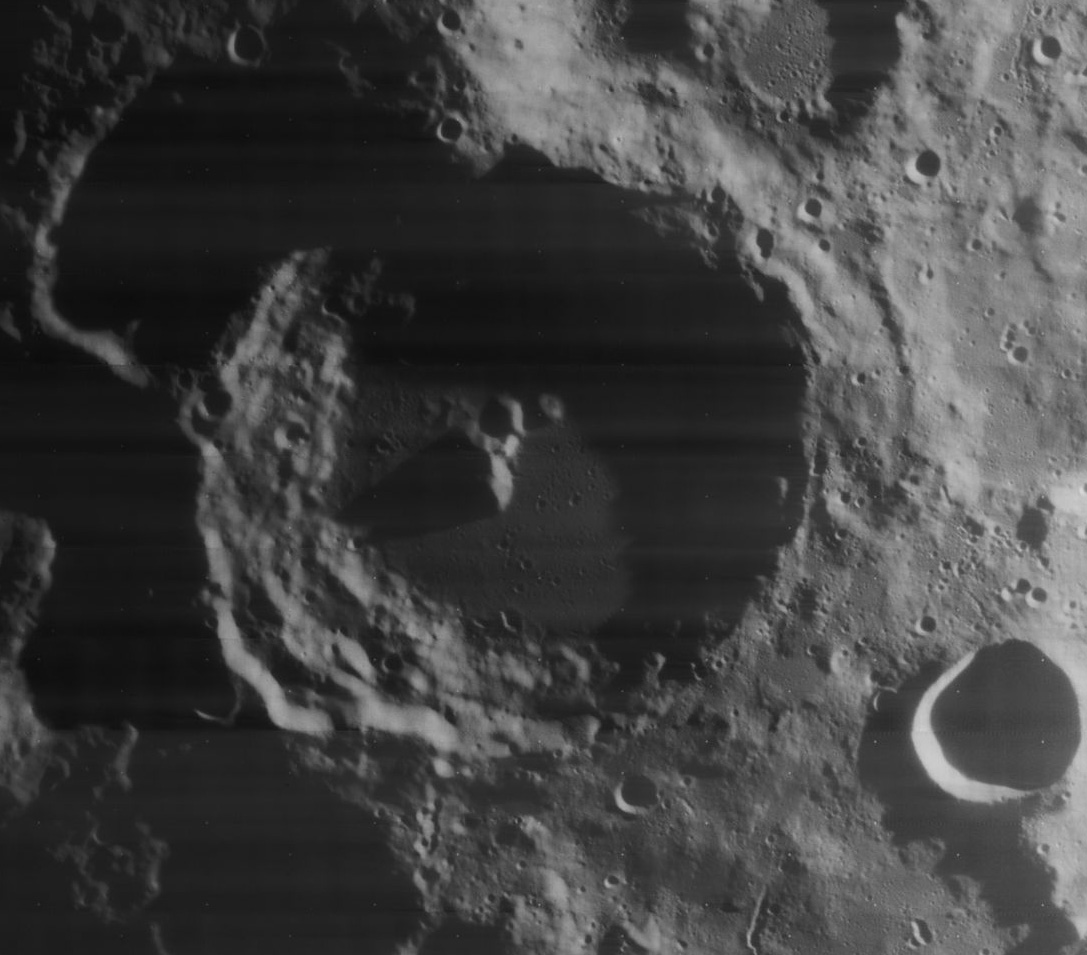
Fotografía de la misión Lunar Orbiter 4 (1967)

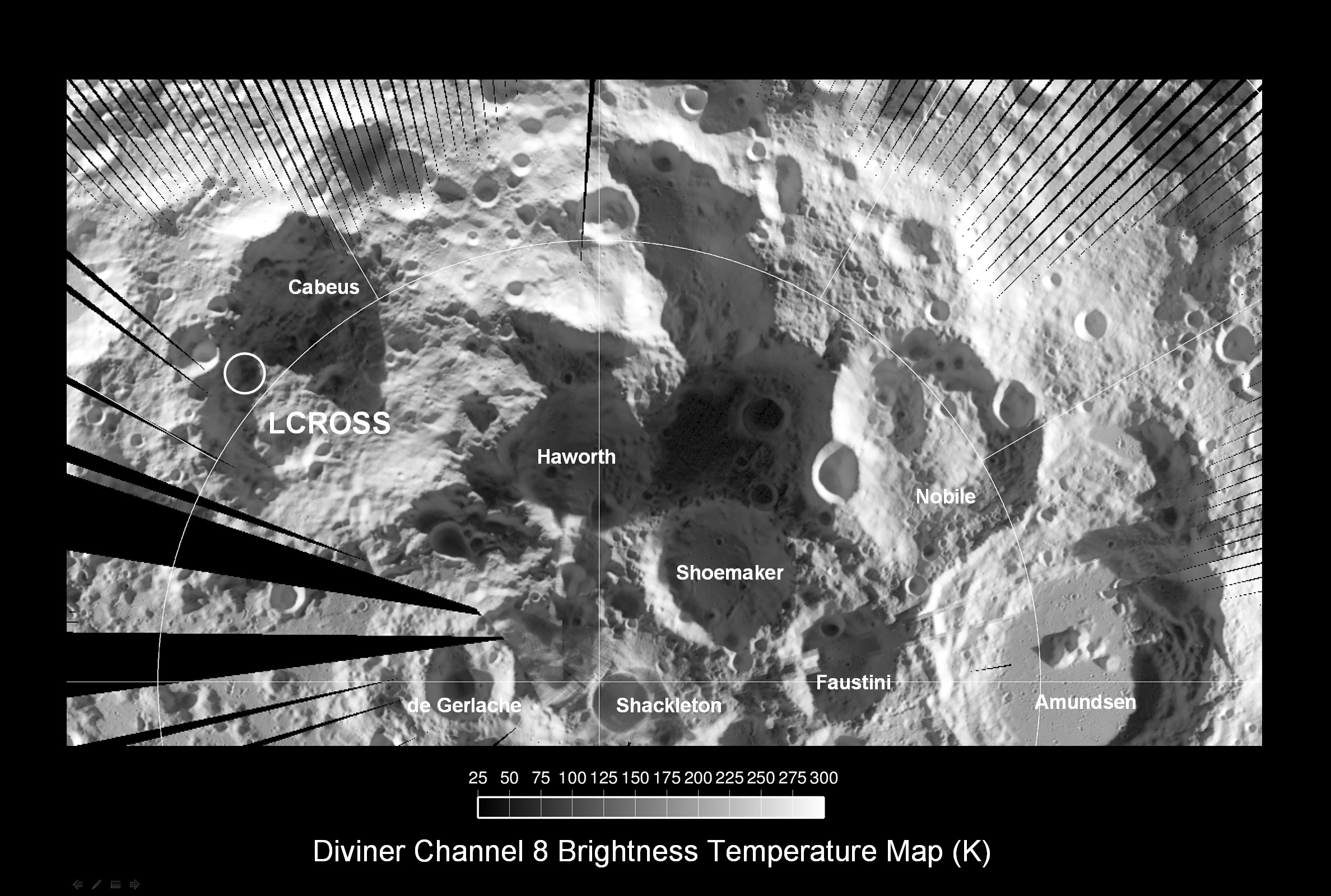
Fotografía de la misión LRO

Amundsen es un gran cráter de impacto lunar situado cerca del polo sur de la Luna, llamado así por el explorador noruego Roald Amundsen. Se encuentra situado a lo largo del limbo lunar sur, y es así como se ve por un observador desde la Tierra. Al noroeste está el cráter Scott, una formación de similares dimensiones que lleva el nombre de otro explorador antártico. El cráter Nobile está unido a su borde occidental, mientras que Hédervári es tangente a Amundsen hacia el norte.

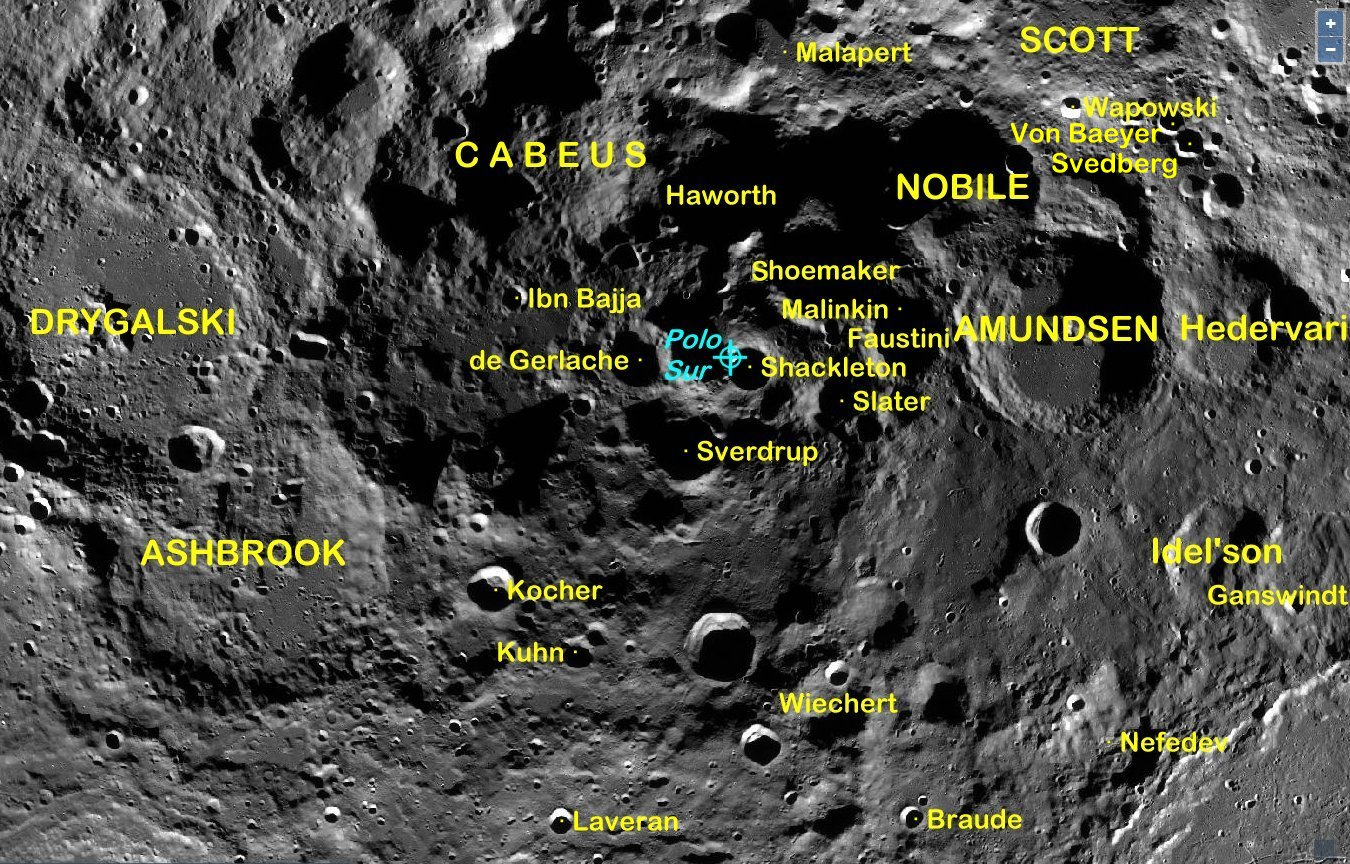
Localización de Amundsen en las inmediaciones del polo sur de la Luna (cerca del centro de la mitad derecha de la imagen)

El borde de Amundsen se suaviza ligeramente a lo largo de su lado sur. La superficie interna aterrazada es más ancha en ese punto que en otros lugares a lo largo de la pared exterior. El cráter se superpone a una formación de cráter más pequeña al noroeste. Amundsen A está unido al borde norte. Justo al sur de Amundsen está el más pequeño cráter Faustini.
La plataforma interior es relativamente plana, con un par de elevaciones centrales cerca del punto medio. Gran parte del suelo del cráter está envuelto en la sombra durante el día lunar, y solo reciben la luz del sol las cimas y el sur de los picos centrales.

## Cráteres satélite
Por la convención estos elementos son identificados en los mapas lunares poniendo la letra en el lado del punto medio del cráter que está más cerca de Amundsen.
|          | \| Amundsen \| Coordenadas \| Diámetro \| \| -------- \| ----------------------------- \| -------- \| \| C \| 80°42′S 83°12′E / -80.7, 83.2 \| 27 km \| |          |
| Amundsen | Coordenadas | Diámetro |
| C        | 80°42′S 83°12′E / -80.7, 83.2 | 27 km    |

El cráter satélite Amudsen A (de coordenadas 81°48′S 83°06′E / -81.8, 83.1 y 73 km de diámetro) perdió su condición de cráter satélite de Amudsen por acuerdo de la UAI en el año 2006, pasando a ser denominado como cráter Hédervári.